# لارابی (کامیونیتی)، ویسکانسین
لارابی (به انگلیسی: Larrabee) یک منطقهٔ مسکونی در ایالات متحده آمریکا است که در شهرستان منیتواک، ویسکانسین واقع شده‌است. لارابی ۲۲۴٫۰۳ متر بالاتر از سطح دریا واقع شده‌است.